# Eastside (chanson)
Pour les articles homonymes, voir East Side.
Singles par Benny Blanco
I Found You (en)
(2018)
Singles par Halsey
Alone (en)
(2018) Without Me
(2018)
Singles par Khalid
Ocean
(2018) Better (en)
(2018)
Eastside est une chanson des artistes américains Benny Blanco, Halsey et Khalid. Elle sort le 12 juillet 2018 en tant que premier single extrait de Friends Keep Secrets (en), le premier album studio de Benny Blanco.

## Promotion
Le single Eastside est diffusé pour la première fois pendant l'émission de Zane Lowe sur la radio Beats 1 d'Apple Music. Les artistes interprètent la chanson durant la cérémonie des American Music Awards 2018 (en) et Halsey la chante seule alors qu'elle est invitée dans l'émission Saturday Night Live en février 2019.

## Accueil commercial
Pour sa première semaine d'exploitation, Eastside fait son entrée dans le Billboard Hot 100 à la cinquante-sixième position avec 8,8 millions de stream et 12 000 téléchargements aux États-Unis. Elle atteint la neuvième place de ce classement en janvier 2019 et devient le quatrième top 10 d'Halsey, le troisième de Khalid et le premier de Benny Blanco en tant qu'interprète.
En juin 2019, Eastside égale le record de longévité dans le Top 40 Mainstream après avoir été classée pendant quarante-cinq semaines, autant que les chansons Love Lies (en) de Khalid et Normani et New Rules de Dua Lipa.

## Classements et certifications
| Classement (2018-19)                    | Meilleure position |
| --------------------------------------- | ------------------ |
| Allemagne (GfK Entertainment)           | 15                 |
| Australie (ARIA)                        | 2                  |
| Australie (Digital Song Sales)          | 6                  |
| Autriche (Ö3 Austria Top 40)            | 12                 |
| Belgique (Flandre Ultratop 50 Singles)  | 28                 |
| Belgique (Wallonie Ultratop 50 Singles) | 30                 |
| Belgique (Wallonie Ultratop Airplay)    | 28                 |
| Canada (Hot 100)                        | 6                  |
| Canada (AC)                             | 34                 |
| Canada (All-Format)                     | 4                  |
| Canada (Digital Songs)                  | 8                  |
| Canada (CHR/Top 40)                     | 2                  |
| Canada (Hot AC)                         | 5                  |
| Croatie (HRT)                           | 26                 |
| Danemark (Tracklisten)                  | 2                  |
| Écosse (OCC)                            | 4                  |
| Espagne (PROMUSICAE)                    | 62                 |
| États-Unis (Hot 100)                    | 9                  |
| États-Unis (Adult Contemporary)         | 21                 |
| États-Unis (Adult Pop Songs)            | 1                  |
| États-Unis (Dance/Mix Show Airplay)     | 4                  |
| États-Unis (Digital Songs)              | 12                 |
| États-Unis (On-Demand Songs (es))       | 15                 |
| États-Unis (Pop Digital Song Sales)     | 4                  |
| États-Unis (Pop Airplay)                | 1                  |
| États-Unis (Radio Songs)                | 3                  |
| États-Unis (Rhythmic Songs)             | 19                 |
| États-Unis (Streaming Songs)            | 16                 |
| Europe (Digital Song Sales)             | 5                  |
| France (SNEP)                           | 97                 |
| Grèce (IFPI Greece)                     | 13                 |
| Hongrie (Single Top 40)                 | 34                 |
| Hongrie (Stream Top 40)                 | 9                  |
| Irlande (Irish Singles Chart)           | 1                  |
| Irlande (Digital Song Sales)            | 6                  |
| Italie (FIMI)                           | 59                 |
| Liban (The Official Lebanese Top 20)    | 1                  |
| Malaisie (RIM (en))                     | 4                  |
| Mexique (Mexico Airplay (en))           | 23                 |
| Mexique (Mexico Ingles Airplay (en))    | 8                  |
| Norvège (VG-lista)                      | 3                  |
| Nouvelle-Zélande (RMNZ)                 | 1                  |
| Pays-Bas (Nederlandse Top 40)           | 20                 |
| Pays-Bas (Single Top 100)               | 21                 |
| Portugal (AFP)                          | 7                  |
| Tchéquie (IFPI Rádio)                   | 9                  |
| Royaume-Uni (UK Singles Chart)          | 1                  |
| Royaume-Uni (UK Download Chart)         | 2                  |
| Singapour (RIAS)                        | 1                  |
| Slovaquie (IFPI Rádio)                  | 8                  |
| Slovénie (SloTop50)                     | 22                 |
| Suède (Sverigetopplistan)               | 7                  |
| Suisse (Schweizer Hitparade)            | 22                 |

| Classement (2018)                         | Position |
| ----------------------------------------- | -------- |
| Allemagne (GfK Entertainment)             | 57       |
| Australie (ARIA Charts)                   | 10       |
| Autriche (Ö3 Austria Top 40)              | 32       |
| Belgique (Flandre Ultratop)               | 93       |
| Canada (Canadian Hot 100)                 | 60       |
| Danemark (Hitlisten)                      | 19       |
| Estonie (IFPI)                            | 31       |
| États-Unis (Billboard Hot 100)            | 77       |
| États-Unis (On-Demand Songs (es))         | 43       |
| États-Unis (Pop Songs)                    | 47       |
| États-Unis (Streaming Songs)              | 68       |
| Irlande (Irish Singles Chart)             | 13       |
| Nouvelle-Zélande (RMNZ)                   | 16       |
| Pays-Bas (Nederlandse Top 40)             | 99       |
| Pays-Bas (Single Top 100)                 | 54       |
| Royaume-Uni (The Official Charts Company) | 19       |
| Suède (Sverigetopplistan)                 | 56       |
| Suisse (Schweizer Hitparade)              | 69       |
| Classement (2019)                         | Position |
| Canada (Canadian Hot 100)                 | 17       |
| Canada (Hot Canadian Digital Songs)       | 28       |
| États-Unis (Billboard Hot 100)            | 17       |
| États-Unis (Adult Pop Songs (en))         | 6        |
| États-Unis (Dance/Mix Show Airplay (en))  | 15       |
| États-Unis (Digital Song Sales)           | 31       |
| États-Unis (On-Demand Songs (es))         | 44       |
| États-Unis (Pop Digital Song Sales)       | 15       |
| États-Unis (Pop Songs)                    | 3        |
| États-Unis (Radio Songs)                  | 8        |
| États-Unis (Streaming Songs)              | 39       |
| Nouvelle-Zélande (RMNZ)                   | 14       |

| Région | Certification | Ventes/Streams |
| --- | ------------- | -------------- |
| Allemagne (BVMI) | Or            | 200 000^       |
| Australie (ARIA) | 7 × Platine   | 490 000^       |
| Belgique (BEA) | Or            | 20 000*        |
| Canada (Music Canada) | 5 × Platine   | 400 000‡       |
| Danemark (IFPI Danmark) | 2 × Platine   | 180 000^       |
| États-Unis (RIAA) | 4 × Platine   | 4 000 000‡     |
| France (SNEP) | Or            | 100 000*       |
| Italie (FIMI) | Platine       | 50 000‡        |
| Norvège (IFPI Norway) | Platine       | 6 000 000‡     |
| Nouvelle-Zélande (RMNZ) | 3 × Platine   | 90 000*        |
| Royaume-Uni (BPI) | 2 × Platine   | 1 200 000‡     |
| *Ventes selon la certification ^Mise en rayon selon la certification xNon précisé par la certification ‡ventes/streaming selon la certification |               |                |